# Szulpiszki (gmina Sużany)
Szulpiszki, Szulpiszki Kalniskie (lit. Šiulpiškės) – dawna wieś. Tereny na których były położone, leżą obecnie na Litwie, w okręgu wileńskim, w rejonie wileńskim, w gminie Sużany.

## Historia
W dwudziestoleciu międzywojennym leżały w Polsce, w województwie wileńskim, w powiecie wileńsko-trockim, do 1 kwietnia 1927 w gminie Niemenczyn, następnie w gminie Podbrzezie. Według Rozporządzenia Ministra Spraw Wewnętrznych z 1927 były to dwa folwarki; natomiast wg. Wykazu miejscowości Rzeczypospolitej Polskiej z 1938 były to dwa zaścianki. W 1931 miejscowość liczyła:
- Szulpiszki Kalniskie I – 10 mieszkańców, zamieszkałych w 1 budynku
- Szulpiszki Kalniskie II – 10 mieszkańców, zamieszkałych w 1 budynku[2].

Po II wojnie światowej w granicach Związku Sowieckiego. Od 1991 na niepodległej Litwie.